# Cand.negot.
 Der er for få eller ingen kildehenvisninger i denne artikel, hvilket er et problem. Du kan hjælpe ved at angive troværdige kilder til de påstande, som fremføres i artiklen.

Cand.negot. (candidatus/candidata negotiandi) er betegnelsen for en person, som har opnået en kandidatgrad i international forhandling fra Syddansk Universitet i Odense.  
Uddannelsen består af 50% økonomi og 50% sprog og kultur. Den er internationalt indrettet og udbydes på de følgende sprog: engelsk og tysk. Uddannelsen har tidligere også været udbudt på spansk, fransk, arabisk, kinesisk og polsk.

## Bacheloruddannelse
Bacheloruddannelsen giver ret til titlen "Bachelor i erhvervsøkonomi - erhvervssprog, negot. (tysk / engelsk)".
Bachelorgraden indeholder humaniorafag som:
- Historie og samfundsforhold, Kulturhistorie, Mundtlig kommunikation, Interkulturel kommunikation, Forhandlingstræning og grammatik

Bachelorgraden indeholder samfundsvidenskabelige fag som:
- Erhvervsøkonomi, International økonomi, Marketing og global marketing, Mikro- og Makroøkonomi, Organisation og statistik

Der er mulighed for et udenlandssemester på 5. semester ved en forhåndsgodkendelse af semestrets fag samt en samlet godkendelse ud fra karakterer, beståede fag m.m.

## Kandidatuddannelse
Kandidatudannelsen giver ret til den engelske titel "Master of Arts (MA) in Business, Language and Culture" og "cand.negot.". Uddannelsen foregår på engelsk.
Kandidatgraden er opnået inden for ét af de følgende fem spor:
- Global Marketing Management (Cand.negot. i Global Marketing Management)

- Human Resource Management (Cand.negot. i Human Resource Management)
- International Communication Management (Cand.negot. i International Communication Management)

- International Relations (Cand.negot. i International Relations)
- International Market Relations (Cand.negot. i International Market Relations)

På kandidaten er der mulighed for "projektorienteret forløb" (tidligere "praktik") på 3. semester. Det er ikke ualmindeligt, at negoterne tilbringer 3. semester i udlandet hos virksomheder, handelskamre eller på ambassader. 
En lignende uddannelse, men med fokus på turisme (Cand.negot. i turisme), har været udbudt på SDU Campus i Kolding.
På Syddansk Universitet i Sønderborg har man kunnet erhverve graden "cand.negot" med kinesisk.
Kandidaterne i negot har meget lave arbejdsløshedstal, i 2022-23 var der 4% arbejdsløshed for engelsk-negoter og 0% for tysk-negoter.[kilde mangler] Negoter finder typisk beskæftigelse i virksomhedernes HR, supply chain, management, marketing, osv.[kilde mangler]